# Agnese Argotta
Agnese Argotta (de Argotte) (Napoli, 1570 – 1646) è stata una nobile italiana.

## Biografia
Era figlia del marchese Ferrante Argotta e moglie di Prospero Del Carretto, marchese di Grana ed è passata alla storia per essere stata un'amante di Vincenzo I Gonzaga, duca di Mantova. Era nota come “Donna Ines”.

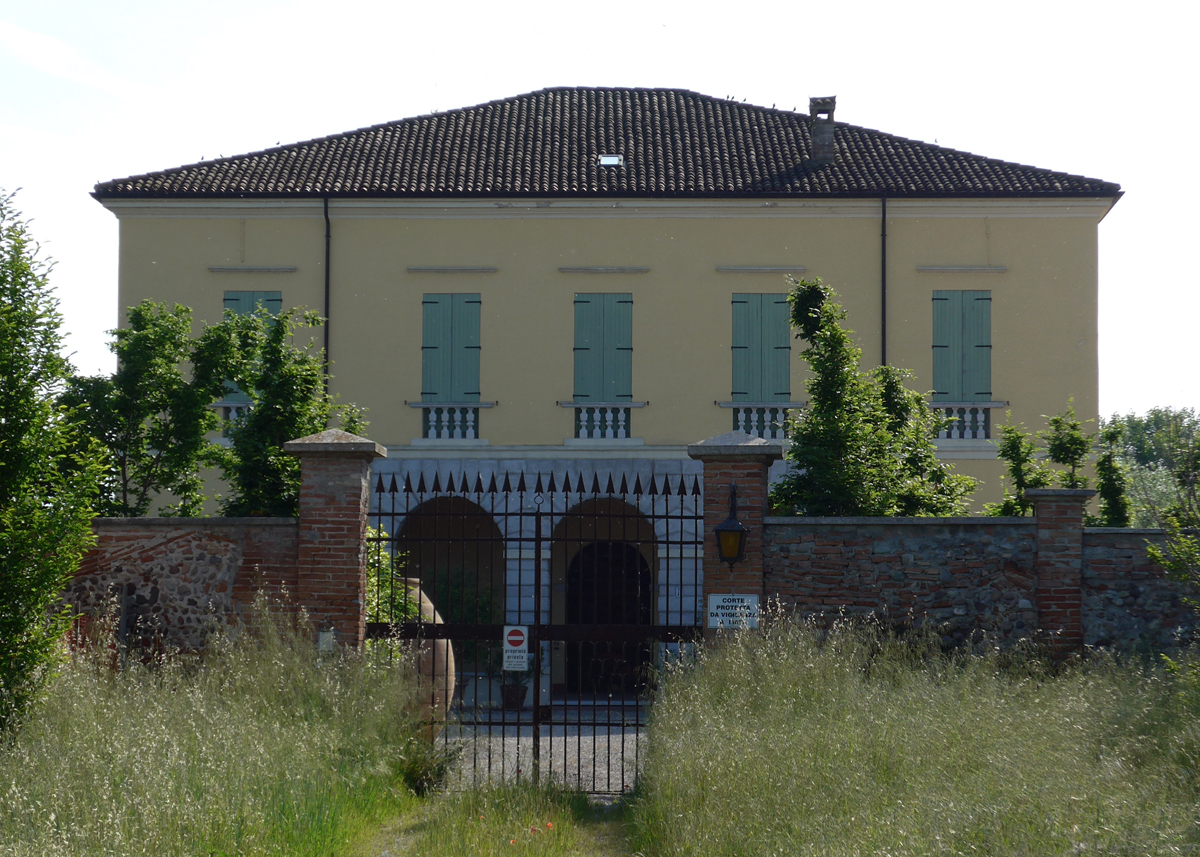
Goito, corte Bell'Acqua

Vincenzo conobbe Agnese nel 1584 circa presso Barbara Sanseverino, marchesa di Colorno sua amica e confidente, essendo la sua dama di compagnia.
Nel 1587 circa si stabilì a Mantova a Palazzo Te, come fece Isabella Boschetti, la favorita di Federico II Gonzaga sessant'anni prima.
Nel 1589 ricevette dal duca Vincenzo il feudo di Grana Monferrato, appartenuto alla famiglia Bobba di Lu elevandolo in marchesato, mentre nel 1591 ricevette in dono corte Bell'Acqua presso Goito.
Coinvolta nella congiura dei feudatari contro Ranuccio I Farnese, alcuni dei loro amici come Barbara Sanseverino furono processati e condannati a morte per decapitazione. Agnese Argotta, invece, non poteva essere perseguita.

## Discendenza
Agnese diede al duca tre figli illegittimi:
- Francesco (1603-1673), vescovo di Nola nel 1657;[7]
- Silvio (1592-1612), cavaliere di Malta;
- Eleonora, monaca.